# Cybersquatting
Det engelske begreb Cybersquatting eller domainsquatting dækker over den handling, hvor der med ond vilje tilegnes et eller flere domænenavne, der indeholder andres kendetegn – fx et firmanavn – med henblik på videresalg eller udlejning for øje.[kilde mangler]
I Danmark anvendes begrebet cybersquatting eller domainsquatting officielt ikke, men tilsvarende fænomen bliver reguleret i den danske lovgivning. I Danmark er det jævnfør Lov om internetdomæner ulovligt, citat:
| Citat                                                   | § 12. Registranter må ikke registrere og anvende internetdomænenavne i strid med god domænenavnsskik. Stk. 2. Registranter må ikke registrere og opretholde registreringer af internetdomænenavne alene med videresalg eller udlejning for øje. | Citat |
| - Lov om internetdomæner, der særligt tildeles Danmark. | |       |